# Gorze
Gorze è un comune francese di 1 234 abitanti situato nel dipartimento della Mosella, nella regione del Grand Est.

## Geografia fisica
Gorze si trova a 20 chilometri a sudovest da Metz, nel parco naturale regionale della Lorena. La piccola cittadina, dal ricco passato storico, è costruita nel cavo dell'avvallamento del torrente Gorzia ed è circondata da foreste protette. Questo ruscello è alimentato dalle numerose fonti della valletta e si getta nella Mosella, circa 6 chilometri più a valle.

## Monumenti e luoghi d'interesse
- Abbazia di Gorze

## Società

### Evoluzione demografica
Abitanti censiti